# شهرستان کلهون (ایلینوی)
شهرستان کلهون، ایلینوی (به انگلیسی: Calhoun County, Illinois) یک سکونتگاه مسکونی در ایالات متحده آمریکا است که در ایلینوی واقع شده‌است.

## نگارخانه

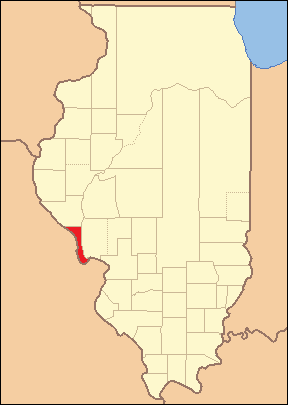